# Austrasiatica
Genre
Austrasiatica est un genre de mollusques gastéropodes de la famille des Cypraeidae (les « porcelaines »). .

## Systématique
Le genre Austrasiatica a été créé en 1989 par le malacologiste allemand Felix Lorenz (d) (1967-) avec pour espèce-type Austrasiatica sakuraii.

## Liste d'espèces
Selon BioLib (26 mars 2022) :
- Austrasiatica alexhuberti (Lorenz & F. Huber, 2000)
- Austrasiatica deforgesi (Lorenz, 2002)
- Austrasiatica hirasei (Roberts, 1913)
- Austrasiatica langfordi (Kuroda, 1938)
- Austrasiatica sakuraii (Habe, 1970)

## Publication originale
- (en) Felix Lorenz, « Annotated descriptions of some new and old members of Cypraeidae », Schriften zur Malakozoologie aus dem Haus der Natur, Cismar, Allemagne, vol. 2,‎ 1989, p. 1-38 (ISSN 0936-2959).